# Зграда Штагелшмит
Зграда Штагелшмит је подигнута седамдесетих година 19. века у главној улици Зрењанина, улици краља Александра I Карађорђевића, у оквиру Старог градског језгра, као Просторно културно-историјске целине од великог значаја. Зграда је била у власништву моћне породице трговаца и индустријалаца – Штагелшмит.
Зграда је током 1995. године обновљена према условима Покрајинског завода за заштиту споменика културе из Новог Сада. Приликом рестауратпрских радова таван је адаптиран за потребе стамбеног простора, те су због тога на кровним равнима формиране вертикалне „баџе”. Приземљу су враћени првобитни отвори са дрвеним порталима.